# المراحيض في اليابان

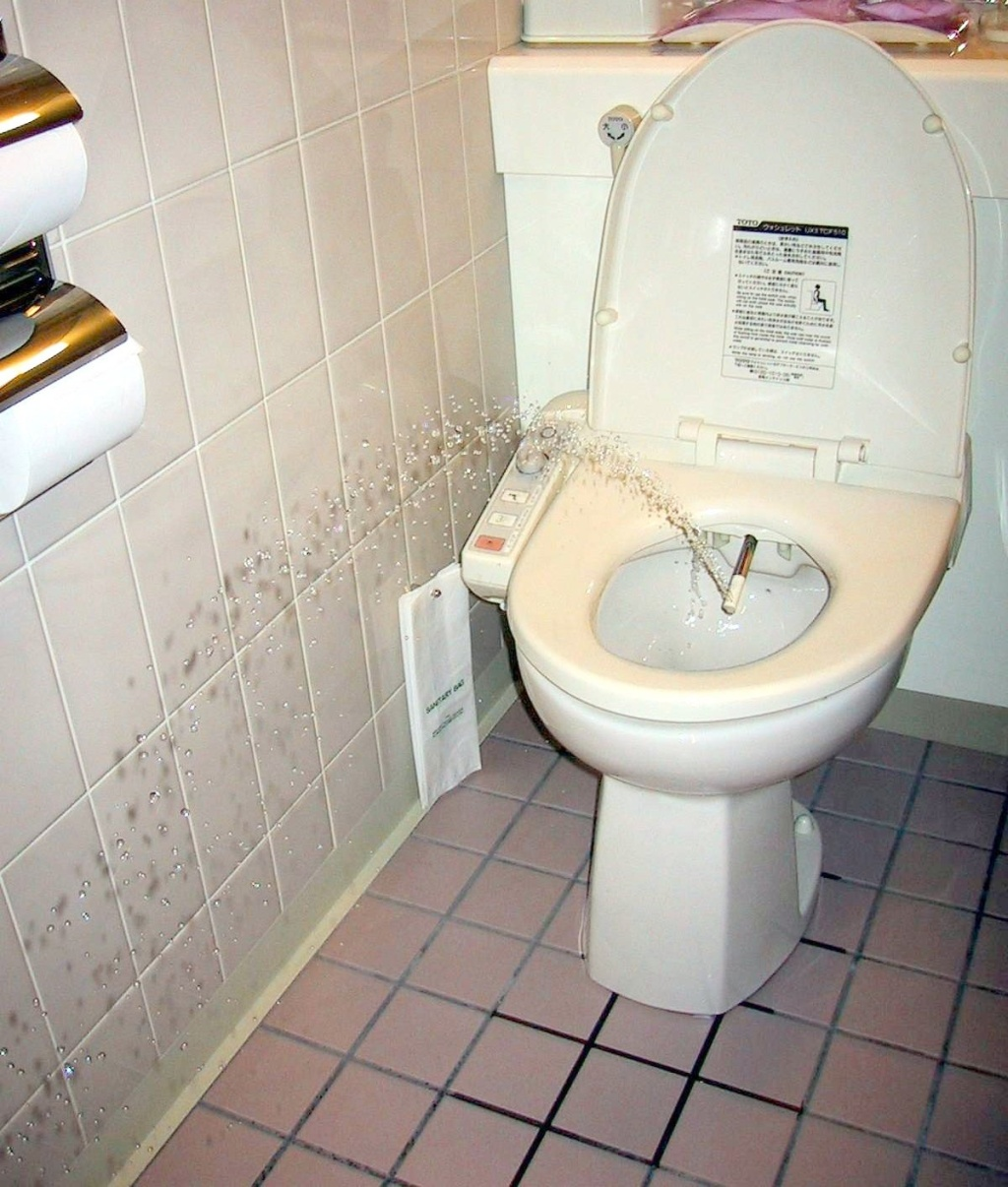
المرحاض الياباني الحديث وآلية التشطيف باستخدام الماء المقذوف

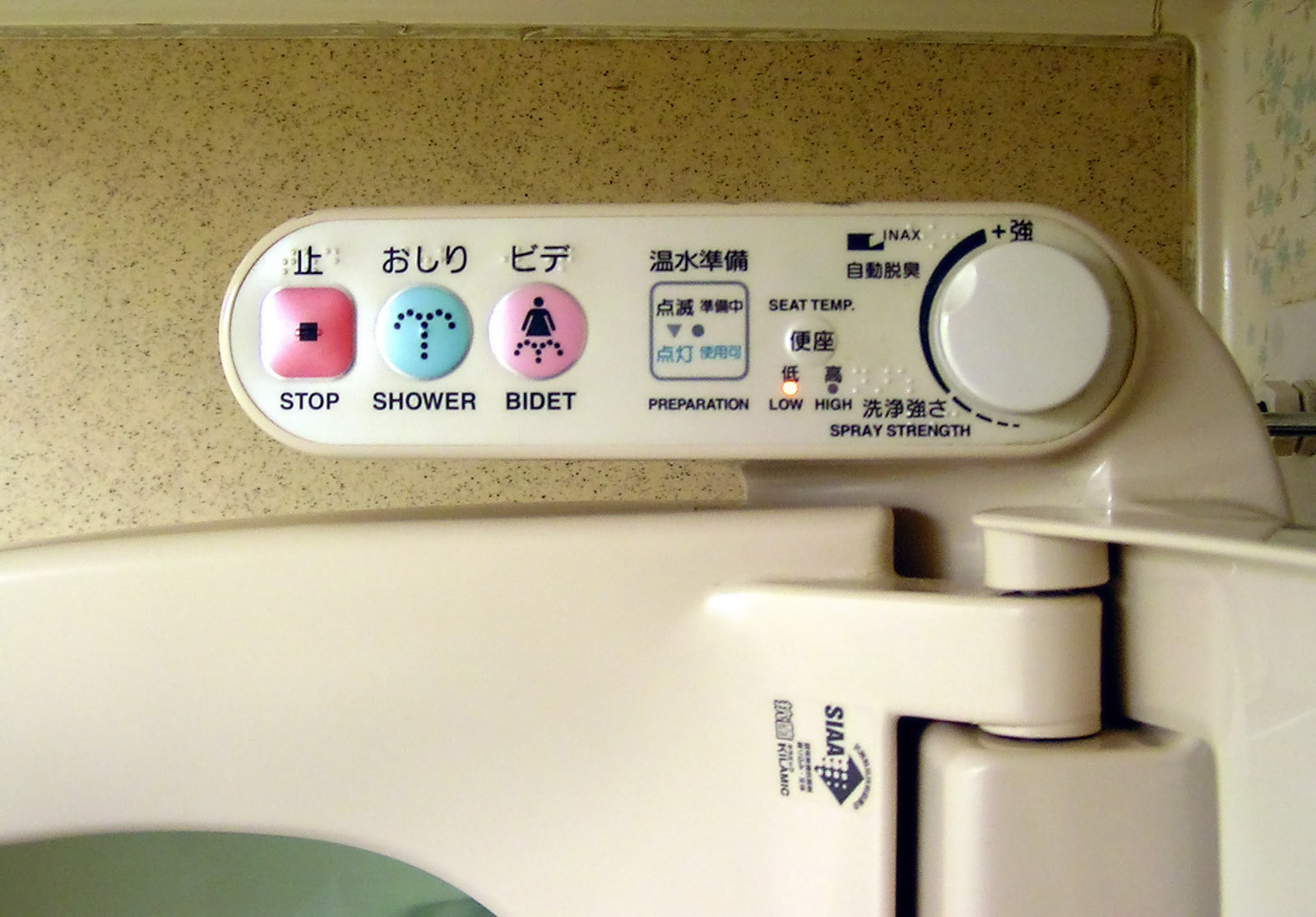
لوحة التحكم بوظائف المرحاض الياباني الحديث

هناك نمطين من المراحيض الشائعة في اليابان. أقدمها هي مراحيض القرفصاء البسيطة، والتي لا تزال شائعة إلى حد ما في المراحيض العامة. بعد الحرب العالمية الثانية، أصبحت المراحيض والمبولات الغربية الحديثة من نوع التي تستخدم الماء الدافق شائعة الاستخدام. اعتبارا من عام 2004، أكثر من نصف الأسر اليابانية تستخدم الطراز الغربي الحديث للمراحيض. حيث أن الاسم المستخدم في اليابان للدلالة على مقعد المرحاض المدمج (البيديه) هو ووشو-ريتو بالإنجليزية Washlet، وهو اسم تجاري مسجل لشركة توتو المحدودة، حيث يتضمن العديد من الميزات المتقدمة التي نادراً ما تشاهد خارج آسيا. اعتمادا على النموذج، بعضها مصمم لفتح الغطاء تلقائياً عندما تستشعر وجود شخص قريب منها، وغسل المخارج للمستخدم بالماء ثم تجفيفها بالهواء الدافئ، وأخيراً إغلاق الغطاء تلقائياً بعد الاستعمال.

## التاريخ

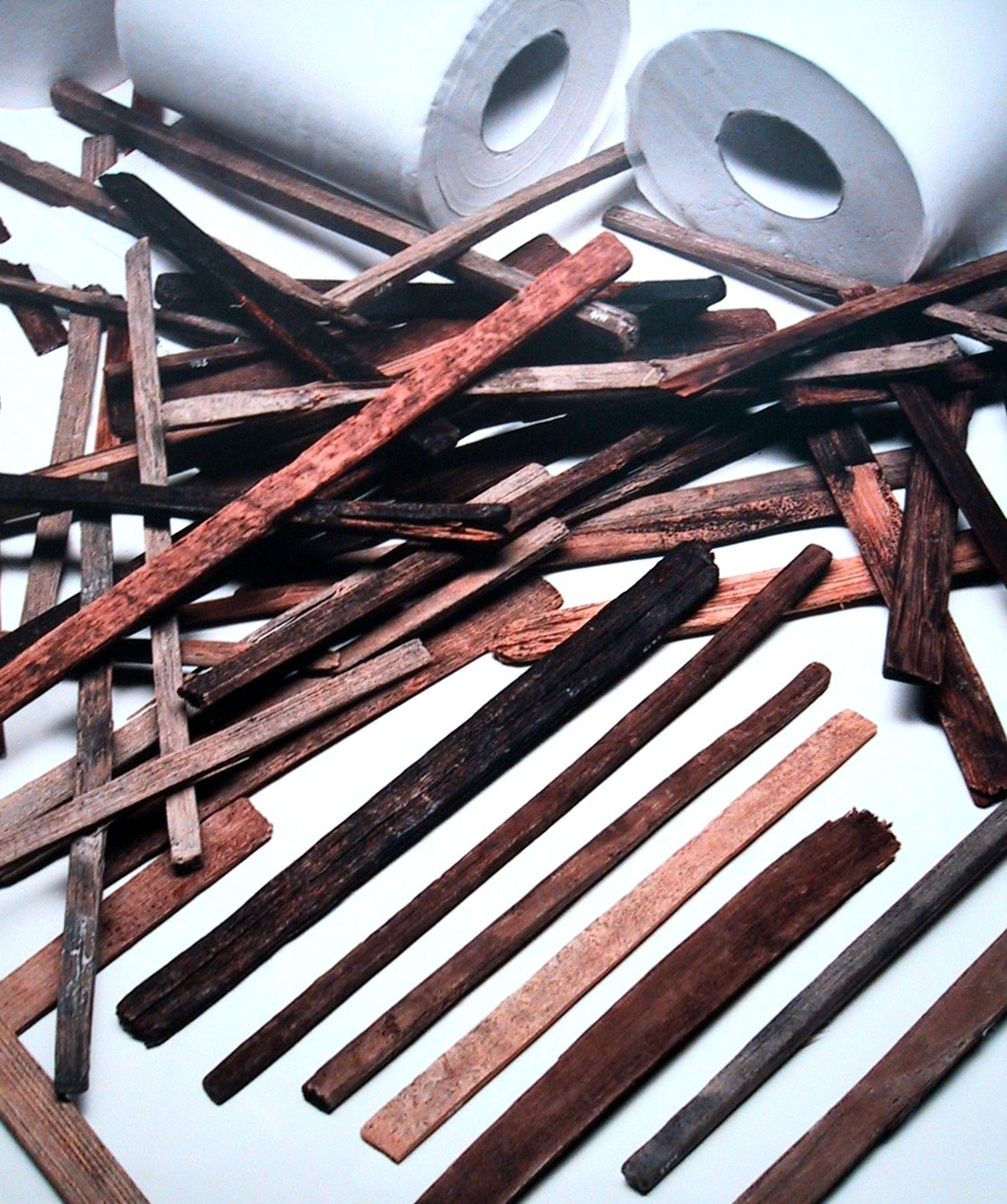
كاشطات خشبية تدعى تشو-جي من فترة نارا. يمكن مقارنة الحجم من خلال لفافات ورق التواليت في الخلفية

خلال فترة جومون، بنيت المستوطنات على شكل حدوة حصان، بحيث تكون الساحة المركزية في الوسط، وأكوام القمامة حول المستوطنة. وفي أكوام القمامة هذه، تم العثور على بقايا متكلسة لبراز البشر أو الكلاب، ما يسمى روث متحجر  ما يدل على أن هذه الأماكن استخدمت أيضا كمراحيض.
أحدث أنظمة الصرف الصحي هي من فترة يايوي (300 قبل الميلاد إلى 250 ميلادية). حيث استخدمت هذه الأنظمة في المستوطنات الكبيرة، ومن المحتمل أن المراحيض قد اقيمت عليها.
هناك موقع شعائري محتمل، يعود تاريخه إلى أوائل القرن الثالث في ساكوراي، نارا،  من الممكن أنه قد كان مرحاض يستخدم المياه المتدفقة. هنالك مكان مجارير آخر يقع في موقع قصر فوجيوارا في كاشيهارا ،نارا، أول موقع للمدينة الامبراطورية للفترة 694 - 710، تم اكتشافه وتحليله بالتفصيل من قبل علماء الآثار. هذا المرحاض شيد فوق حفرة مفتوحة مماثلة لمفهوم المرحاض الخارجي الحالي.
أثناء فترة نارا (710 حتي 784)، تم إنشاء نظام صرف صحي في العاصمة، يتألف من قنوات عرضها 10-15 سم، بحيث يمكن للمستخدم مع التقرفص جاعلاً القناة تمر بين قدميه. كانت عصي خشبية تدعى تشو جي تستخدم كنوع من ورق التواليت. في أوقات سابقه، الأعشاب البحرية كانت تستخدم للتنظيف بعد الاستخدام،  ولكن بحلول فترة إيدو، استعيض عنها بأوراق تواليت مصنوعة من الواشي (ورق ياباني تقليدي). في المناطق الجبلية، كانت الكاشطات الخشبية وأوراق الشجر الكبيرة تستخدم للتنظيف.
في كثير من الأحيان، تم تشييد المراحيض على قنوات جارية؛ ففي قلعة أكيتا، انشئ واحد من المراحيض الأولى المستخدمة للجريان مشيد فوق قناه محولة، يعود تاريخه إلى القرن الثامن الميلادي.
مع ذلك، تاريخيا، مراحيض الحفر هي الأكثر شيوعا، لسهولة بنائها، وفاعليتها من حيث إعادة استخدام البراز كسماد ، حيث أن هذه الأسمدة مهمة جدا في بلد فيه البوذية وما يرتبط بها من معتقدات تقلص من الاعتمادية على قطعان الماشية كطعام، وتحث على نظام الغذاء النباتي أو النباتي المصحوب بالأسماك. كانت فضلات الأغنياء تباع بأسعار مرتفعة بسبب نظامهم الغذائي الأفضل نسبياً.
وصفت عدة وثائق تاريخية، يعود تاريخها إلى القرن التاسع، قوانين تتعلق ببناء قنوات المياه والصرف الصحي، وتفصل الإجراءات التي يجب اتباعها للتخلص من نفايات المراحيض.
يجب توجيه المساجين لتنظيف المجاري في القصر والمكاتب الحكومية، وكذلك دورات المياه في الشرق والغرب في الصباح بعد الليلة الممطرة. 
(التفسيرات التي تم جمعها من القوانين الإدارية ريو - نو - شوغه)
بعد الحرب العالمية الثانية، أصبح بيع منتجات النفايات البشرية كالأسمدة أقل شيوعا بكثير، وذلك لأسباب صحية وانتشار الأسمدة الكيماوية. حالياً، أقل من 1 ٪ من هذه النفايات تستخدم للتسميد الليلي للتربة. تاريخياً، لدى اليابان مستوى عالٍ من مقاييس النظافة. فعلى سبيل المثال، في اليابان، التخلص المنظم للنفايات البشرية كان شائعا، في حين أن في معظم أنحاء أوروبا، مياه الصرف الصحي كانت تلقى في الشوارع القارة إلى وقت مبكر من التاريخ الحديث. من المفترض أن أول غربي قام بزيارة لايدو قد صدم لانه لم ير ابدا مثلها مدينة نظيفة.

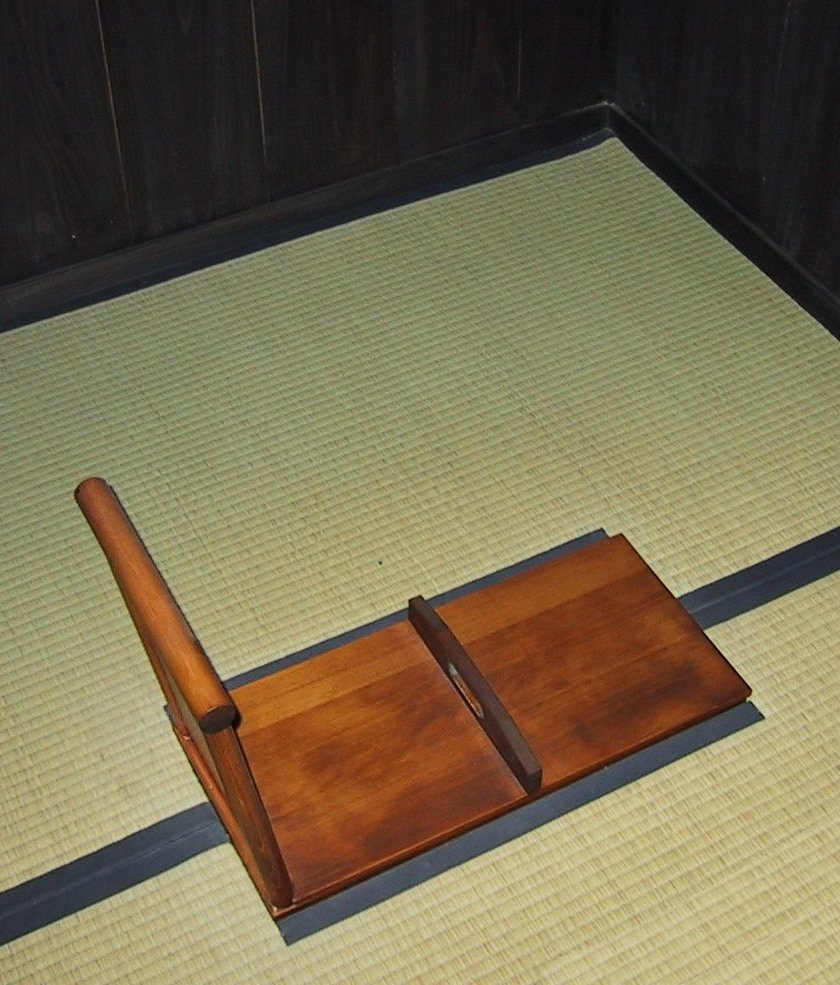
مرحاض قرفصاء من فترة ميجي استخدمه أثرياء يابانيين وجد قرب ناكاتسوغاوه.

في أوكيناوا، غالباً ما ترفق المراحيض بحظيرة خنازير، حيث تتغذى الخنازير على مخلفات البشر. هذه الممارسة أصبحت ممنوعة وغير صحية بعد الحرب العالمية الثانية من قبل السلطات الأمريكية.
خلال فترة أزوتشي-موموياما (1568 حتي 1600)، أقيم «تايكو للصرف الصحي» حول قلعة أوساكا، حيث كان ولا يزال موجوداً ومشغلاً. في كاندا، طوكيو، بدأ استخدام شبكات الصرف الصحي الحديثة في عام 1884، مع تركيب أول مجاري مصنوعة من اللبن والسيراميك. بعد زلزال كانتو الكبير، تم تركيب مزيد من أنظمة أنابيب المياه والصرف الصحي لتجنب الأمراض بعد زلازل مستقبلية. بعد ذلك، لم تحدث زيادة في بناء شبكات الصرف الصحي إلا بعد الحرب العالمية الثانية للتعامل مع النفايات الناتجة من مراكز النمو السكاني. بحلول عام 2000، 60 ٪ من السكان تم وصلهم إلى نظام الصرف الصحي. يقام يوم الصرف الصحي الوطني في 10 سبتمبر.
النمط الغربي من المراحيض والمباول بدأ يظهر في اليابان في بداية القرن العشرين، ولكن بعد الحرب العالمية الثانية أصبح استخدامها أكثر انتشارا، نظرا لتأثير الاحتلال الأميركي. في عام 1977، تجاوزت مبيعات مراحيض النمط الغربي مبيعات مراحيض القرفصاء التقليدية اليابانية. في عام 1980، استنادا إلى المراحيض المدمجة مع البيديه المستخدمة في سويسرا والولايات المتحدة، قدمت أكبر شركة في العالم للمعدات صحية، توتو، الوشلت Washlet. حاليا، الشركات اليابانية تنتج بعض من أكثر المراحيض تقدما في العالم.

## المصطلحات
تستخدم كلمة (トイレ، تويريه) للدلالة على «المرحاض» ، وتستخدم أيضاً للدلالة على الغرفة الموجود فيها المرحاض.
المصطلح التقليدي والمهذب اجتماعياً للدلالة على المرحاض أو غرفته هو (お手洗い، أوتيه-أراي) المعنى الحرفي لكلمة أوتيه-أراي هو «غسيل اليدين»، وهي ترجمه مستعارة من الكلمة الإنجليزية "lavatory" والتي تعني «غرفة بها بالوعة ومرحاض». واستخدام هذه الكلمة مشابه لكلمة «الحمام» في العربية، والتي غالباً ما تشير إلى غرفة مع حوض استحمام ومرحاض.
المصطلح التقليدي والصريح للدلالة على المرحاض هو (便所 ، بين-جو، مكان الراحة أو مكان البراز)، وأصلها من كلمة (便، بين) والتي تعني «الراحة» أو «البراز»، وهذه كلمة شائعة إلى حد كبير. حيث أنها غالباً ما تستخدم في المدارس الابتدائية، وحمامات السباحة العامة، ومثل هذه الأماكن العامة الأخرى، وهي كلمة لا تعتبر فظة، ولكن البعض يفضل استخدام عبارة أكثر تهذباً. في اليابانية، يوجد العديد من الكلمات الأخرى المحجوزة لوظائف المرحاض، بما في ذلك كاوايه (厕) وهاباكاري (憚り)، ولكن معظمها نادرة الاستخدام أو مهجورة.
المرحاض في حد ذاته، والمكون من: الوعاء أو الحوض الأرضي، وخزان مياه، وهلم جرا، يطلق عليه بين-كي (便器). أما مقعده فيسمى بين-زا (便座). وأما النونية، سواء للأطفال الصغار أو المسنين أو العجزة، فيطلك عليها اسم أومارو (وأحيانا تكتب 御虎子).
تحتفل رابطة مراحيض اليابان بيوم المراحيض الغير رسمي في 10 نوفمبر، وذلك لأن الأرقام في اليابان 11/10 (للشهر واليوم) يمكن ان تقرأ على النحو إي-تو ما يعتبر اختصار ل (إي-توريه)، وهو ما يعني «مرحاض جيد».

## أنواع المراحيض

### مرحاض القرفصاء

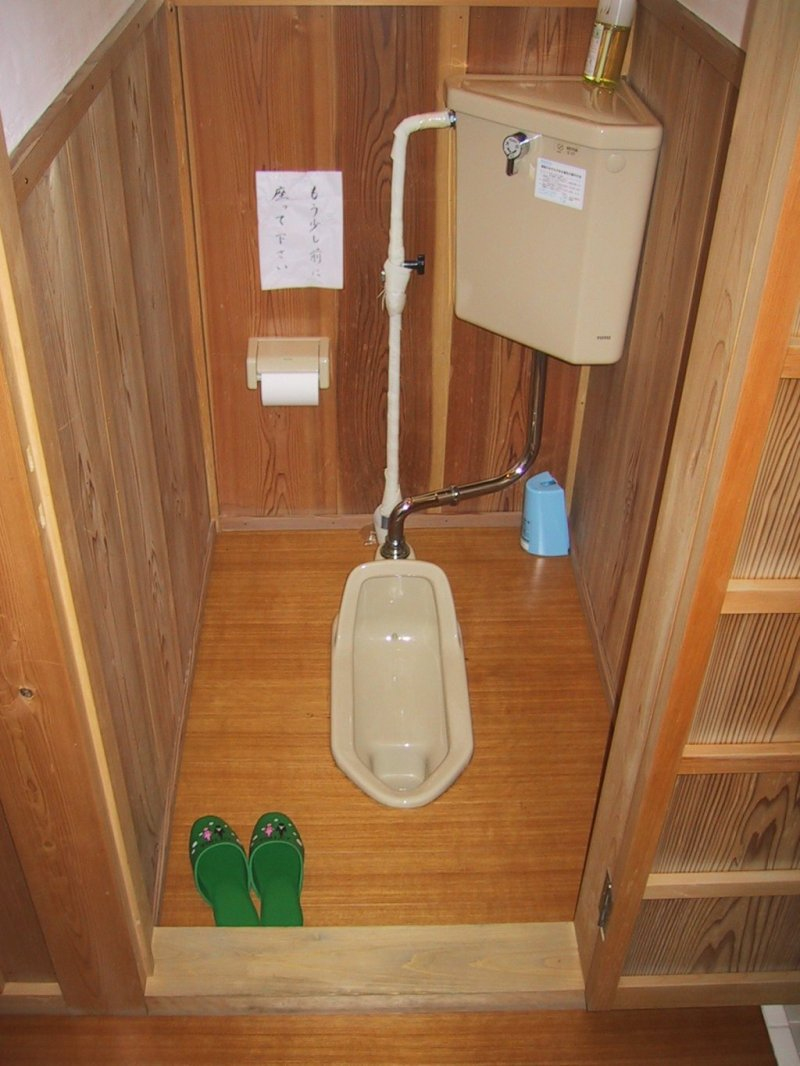
مرحاض قرفصاء ياباني معاصر مع شبشب مرحاض. يمكن ملاحظة العلامة المكتوبة على يسار الأنبوب العامودي حيث تقول : "من فضلك تقرفص أقرب قليلاً"

المراحيض التقليدية في اليابان (和式، واشيكي) هي من النمط القرفصائي -معروف أيضا بالمرحاض الآسيوي. ومقارنةً بالمراحيض الآسيوية الأخرى، تصميمها مشابه إلى حد ما تكون متماثلة. مرحاض القرفصاء يختلف عن المرحاض الغربي في أسلوب البناء والاستخدام. يشبه مرحاض القرفصاء المبولة المصغرة، مستدارة بزاوية 90 درجة على الأرض. معظم مراحيض القرفصاء في اليابان مصنوعة من الخزف، وعلى الرغم من ذلك، فإنه وفي بعض الحالات (كما في القطارات) يستخدم الفولاذ المقاوم للصدأ. الهدف من الحوض الطولي (الضحل) هو جمع النفايات، بدلاً من الحوض الكبير المملوء بالماء في المرحاض الغربي. جميع التجهيزات الأخرى، مثل خزان المياه، الأنابيب، وآلية الشطف، قد تكون مماثلة لتلك التي في المرحاض الغربي. عند الشطف، يتدفق الماء دافعاً الفضلات من الحوض إلى خزان (بالوعة) الجمع، والذي يفرغ محمولاً بالنفايات في نظام الصرف الصحي. آلية ابتداء شطف الفضلات غالباً ما تكون بنفس الطريقة التي تتبع في المرحاض الغربي، ولكن بعضها قد يستخدم مقابض قابلة للسحب أو دواسات. العديد من المراحيض اليابانية مجهزة بنهجين لتدفق الماء عند الشطف: «صغير» (小) و«كبير» (大). والفرق هو في كمية المياه المستخدمة والتي تعتمد على نوع وكمية الفضلات. غالبا ما يثبت المقبض عند الإعداد «صغير» لتوفير تغطية مستمرة للأصوات وإضفاء شيء من الخصوصية.
لهذا النمط شكلان شائعان: الأول، يكون المرحاض به على مستوى الأرض، والآخر، يكون المرحاض مرفوع حوالي 30 سم (1 قدم) عن الأرض. من حيث غاية الاستعمال، يعتبر الأخير أسهل بالنسبة للرجال عند التبول في حالة الوقوف. ولكن لا يوجد فرق في حالة جلوس القرفصاء في جميع الغايات (التبرز أو التبول). لاستخدامه، يجب على الشخص أن يقف فوق المرحاض وظهره لخزان الجمع (البالوعة)، ويسحب إلى الأسفل السروال (الأعلى في حالة التنانير) والملابس الداخلية إلى الركبتين. ثم يجلس المستخدم القرفصاء فوق الحفرة، وعلى مقربة من الجهة الأمامية ما أمكن، لأن الفضلات قد تسقط على الحافة الخلفية للحوض الأرضي إذا كان الجلوس بعيدا إلى الوراء؛ لهذا السبب، في العديد من المراحيض العمومية توجد علامات تذكير ك«يرجى الاقتراب بخطوة واحدة». أثناء الاستخدام من المهم للحفاظ على التوازن.
في كثير من الأحيان، وعند الاستخدام، يقوم المبتدئين والأجانب بالتمسك بالأنابيب الموجودة في الجهة الامامية، والتي حصلت على لقب «grunt bar، عود الشخير» نسبة إلى الأصوات الصادرة عند التمسك بهذه الأنابيب. إذا كانت الأنابيب مخفية أو ليست قوية بما فيه الكفاية، ممكن تركيب ممسك منفصل خصيصا لمساعدة المستخدم في حفظ توازنه، سواء عند الاستخدام، أو بعده عند الوقوف. إستراتيجية أخرى يستعملها الأجانب لتجنب أي حادث محرج عند استخدام هذا النوع من المراحيض، هو التعري تماما من منطقة الخصر إلى الأسفل وتعليق الملابس على هوك قبل المباشرة بالاستخدام.
من مزايا مراحيض القرفصاء مقارنة بالمراحيض الغربية سهولة التنظيف. كما أنها أرخص للتصنيع، وتستهلك كميات أقل من المياه عند الشطف، ونظرا لعدم وجود اتصال مباشر مع المقعد، وعدم وجود مياه في الحوض (مما يقلل احتمالية ارتداد الماء)، يعتقد بعض الناس أنها صحية أكثر. وفي الجهة المقابلة، الاتصال بالمقعد عند استخدام المراحيض الغربية لا يعتبر من المخاطر الصحية الحقيقية إضافة لذلك، هنالك احتمالية لتلوث أرجل وأقدام مستخدم مرحاض القرفصاء نتيجة لتناثر الفضلات أو التموضع الخاطئ. وأيضاً، عدم وجود مياه في حوض مرحاض القرفصاء، يعرض الفضلات للهواء الطلق لفترة أطول نسبياً، ما ينتج عنه روائح أقوى من حال غمرها بالماء.
بالإضافة المزايا العملية التي تم ذكرها، هناك عددا من الفوائد الطبية تعزى إلى مرحاض القرفصاء. فقد تم الإشارة إلى أن جلوس القرفصاء يقوي عضلات الحوض عند الإناث، وبالتالي الحد من احتمال حدوث سلس البول.  وقيل إن هذا المرحاض يقوي الوركين، ويحسن التنفس والتركيز. جلوس القرفصاء والظهر قائماً، يسرع من عمليه التخلص من النفايات من الجسم وبشكل كامل، وتقليل وقت عبور البراز في الأمعاء الغليظة. بطيء العبور البراز هو أحد العوامل الرئيسية المسببة لسرطان القولون.
وجدت دراسات أخرى أن جلوس القرفصاء يمنع البواسير وعلاجها.
التعود والحفاظ على وضع القرفصاء بانتظام، قد يساعد في الحفاظ على ليونة الركبتين.
تنتج شركة توتو اليابانية للوازم الصحية، مرحاض قرفصاءمدمج مع بيديه، وذلك لتنظيف الشرج. شعبية هذا المنتج غير معروفة.
يوجد مرحاض يجمع بين مرحاض القرفصاء والمرحاض الغربي، حيث أنه مكون من مقعد يمكن قلبه فوق مرحاض القرفصاء، بحيث يمكن الجلوس عليه واستخدامه بنفس طريقة النمط الغربي. هذا المرحاض الهجين يبدو أنه شائع في المناطق الريفية ليستخدمه الأجانب المقيمين. استخدام المحولات (عند الحاجة) التي تثبت على مرحاض القرفصاء هي أكثر شيوعا. وهناك أيضا محولات يمكن تركيبها بشكل دائم لمن لا يستخدم المرحاض في وضعية القرفصاء. على العكس من ذلك، يوجد ملحق يمكن اضافته للمرحاض الغربي لمن يفضل استخدامه كمرحاض قرفصاء.

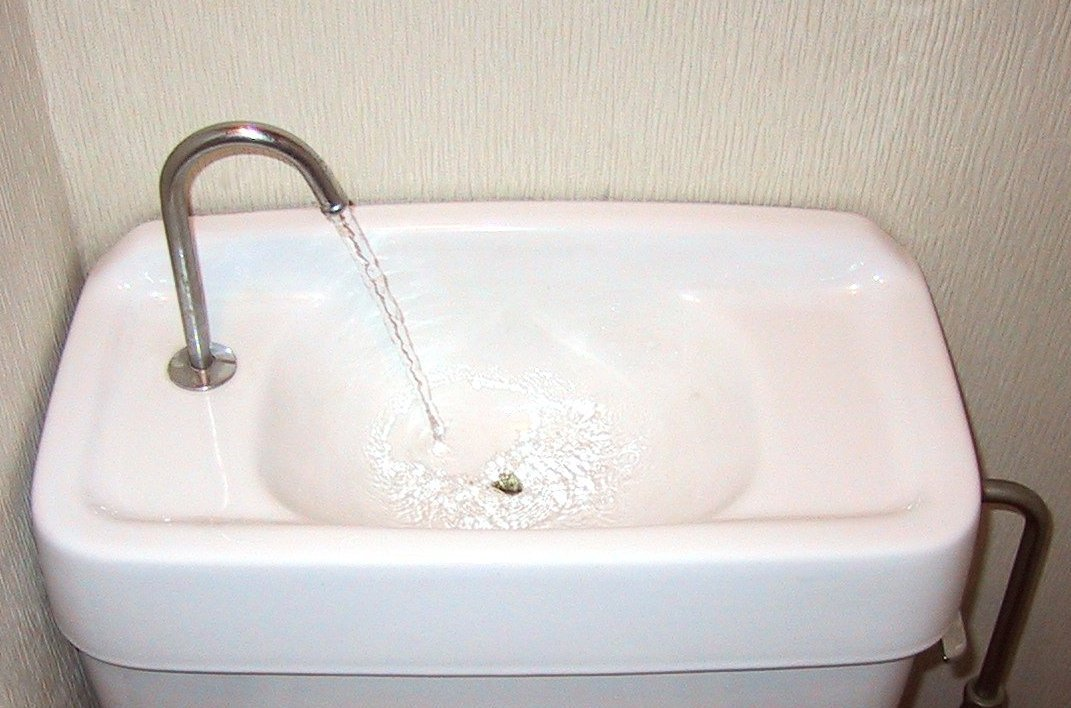
طريقة ملء خزان المياه المخصص للشطف بحيث تسمح للمستخدمين شطف أيديهم مما يساعد على توفير المياه.

### مرحاض النمط الغربي
النمط الغربي من المراحيض (بالإنجليزية: Flush toilet) متعارفٌ عليه في اليابان ب (洋式, يوشيكي). هذا النمط من المراحيض، بما في ذلك ذات التكنولوجيا الفائقة، أصبحت الآن أكثر شيوعا في البيوت اليابانية من مراحيض القرفصاء التقليدية، وذلك لسهولة استخدامه من ناحية الجهد. في حين أن معظم المرافق العامة مثل المدارس والمعابد، ومحطات القطارات تكون في الغالب مجهزة فقط بمراحيض القرفصاء.
عادة ما تكون مراحيض النمط الغربي في اليابان مجهزة بخصائص لتوفير المياه، مثل القدرة على اختيار كمية تدفق مياه الشطف بين «صغير» (小) و«كبير» (大). ومثال ذلك أيضاً، طريقة ملء خزان المياه المخصص للشطف من خلال صنبور ماء مثبت فوق الخزان مما يسمح للمستخدمين شطف أيديهم.

#### المرحاض العصري

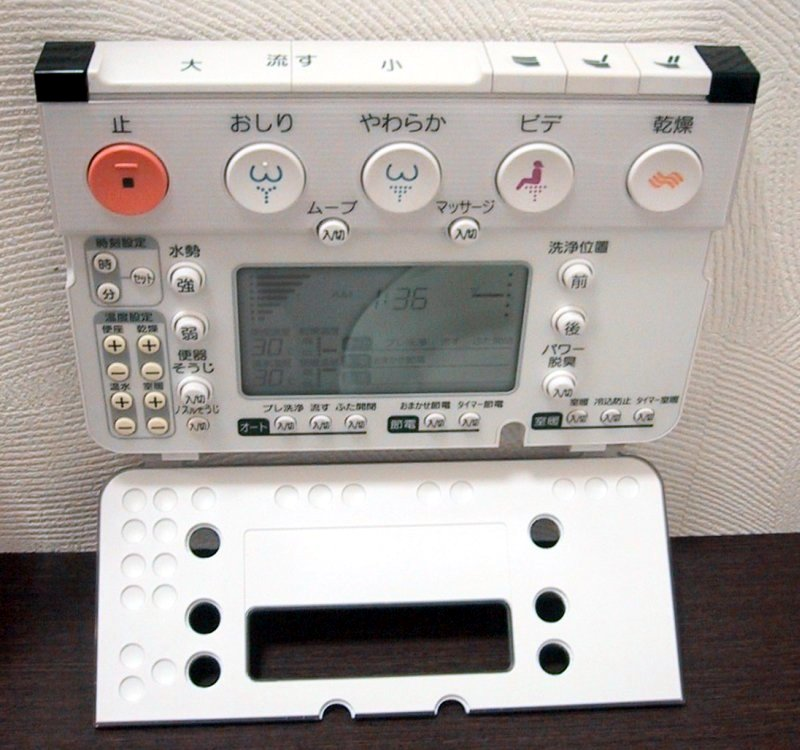
لوحة تحكم لاسلكية مجهزة بشاشة كريستالية.

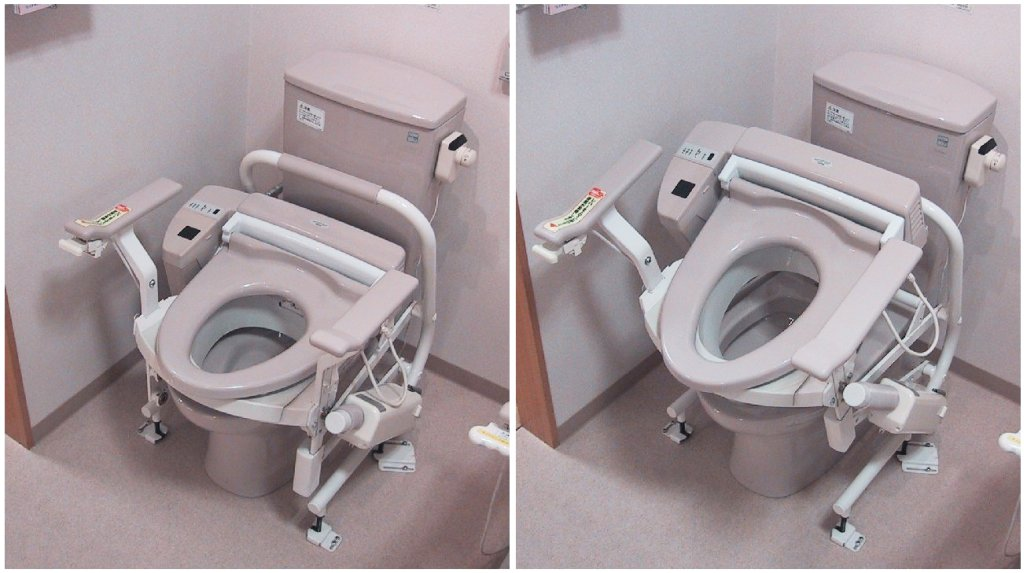
مرحاض إلكتروني حديث.

المرحاض العصري في اليابان، والذي يصطلح عليه أحيانا بالسوبر تواليت، هو واحد من أكثر أنواع المراحيض تقدماً في العالم، حيث أن أهم ما يتميز به هو إلحاق وظائف المرحاض الغربي التقليدي مع مع وظائف الشطافة (البديه) من خلال تزويد المقعد بوظائف التشطيف. ويسمى هذا المقعد في اليابان ب (ウォシュレット, ووشو-ريتو) أو (温水洗浄便座, أونسوي-سينجو-بينزا، مقعد مرحاض المياه الدافئة).

## الروابط الخارجية
- مقالة من التايمز اليابانية مقابلات وآراء حول المراحيض في اليابان
- خريطة المراحيض في طوكيو مع صور للمراحيض العامة في اليابان
- ToiletZone صورة للمراحيض الخاصة في اليابان
- المراحيض في طوكيو